# Большая литературная премия Поля Морана
Большая литературная премия Поля Морана (фр. Grand prix de littérature Paul Morand) — литературная премия, учрежденная в 1977 Французской академией. Присуждается раз в два года автору-франкофону за совокупность произведений. Чередуется с Большой литературной премией Французской академии. Денежный эквивалент премии составляет 45 тыс. евро.

## Лауреаты премии
- 1980 — Жан-Мари Гюстав Леклезио
- 1982 — Анри Поллес
- 1984 — Кристин де Ривуар
- 1986 — Жан Орьё
- 1988 — Эмиль Чоран
- 1990 — Жан Франсуа Деньо
- 1992 — Филипп Соллер
- 1994 — Андре Шедид
- 1996 — Марсель Шнейдер
- 1998 — Даниель Рондо
- 2000 — Патрик Модиано
- 2002 — Жан Поль Кауфман
- 2004 — Жан Ролен
- 2006 — Жан Эшноз
- 2008 — Жак Рубо
- 2010 — Оливье Ролен
- 2012 — Патрик Гренвиль
- 2014 — Жиль Лапуж
- 2016 — не присуждалась
- 2018 — Шарль Данциг
- 2020 — Валер Новарина
- 2022 — Эрик Неухофф (ан.)
- 2024 — Марсель Коэн (фр.)